# مجرة غير منتظمة ضلعية
مجرة غير منتظمة ضلعية وهي نسخة المجرات الحلزونية المضلعة وغير المنتظمة ومن الأمثلة على ذلك سحابة ماجلان الكبرى مجرة برنارد.
بعض المجرات الضلعية وغير المنتظمة (مثل سحابة ماجلان الكبرى) قد تكون مجرات حلزونية قزمة، قد تشوهت إلى شكل غير منتظم بسبب تفاعلات المد والجزر المجرية مع جارتها الأكبر كتلة منها.
|  |  |